# 佐藤信彦 (官僚)
佐藤 信彦（さとう のぶひこ、1940年ないし1941年 - ）は、日本の官僚。建設省を技監まで務めて勇退し、以降、多数の外郭団体の役職を歴任した。

## 経歴
東京大学大学院を経て、1967年に建設省に入省した。建設省では、道路局企画課長、中国地方建設局長を経て、1996年から道路局長を務め、1998年に建設技監となった。
1999年に技監を勇退し、駐車場整備推進機構顧問を経て、阪神高速道路公団副理事長となり、2001年に同公団理事長となって、2004年までその任にあった。
2005年には社団法人日本トンネル技術協会会長に就任した。
2011年には、理事長を務めていた財団法人道路保全技術センターが解散させられる事態に至ったが、佐藤は退職金を辞退せず、清算手続きに際して退職金の支払いを求める裁判を起こし、退職金を手にした。
2014年秋の叙勲で、瑞宝重光章を受章した。